# Arp 151
Arp 151 ist eine linsenförmige Galaxie im Sternbild Großer Bär, die etwa 285 Millionen Lichtjahre von der Milchstraße entfernt ist. Halton Arp gliederte seinen Katalog ungewöhnlicher Galaxien nach rein morphologischen Kriterien in Gruppen. Diese Galaxie gehört zu der Klasse Galaxien mit Jets.